# والداس ایوانائوسکاس
والداس ایوانائوسکاس (انگلیسی: Valdas Ivanauskas؛ زادهٔ ۳۱ ژوئیهٔ ۱۹۶۶) بازیکن سابق و مربی فوتبال اهل لیتوانی است.
از باشگاه‌هایی که در آن بازی کرده‌است می‌توان به باشگاه فوتبال ردبول زالتسبورگ، باشگاه فوتبال زسکا مسکو، باشگاه فوتبال ژالگیریس، باشگاه فوتبال آستریا وین، باشگاه فوتبال لوکوموتیو مسکو، و باشگاه فوتبال هامبورگ اشاره کرد.
وی همچنین در تیم‌های ملی فوتبال شوروی و لیتوانی بازی کرده‌است.